# Неаполитанская война (1815)
Неаполитанская война или Австро-неаполитанская война — вооруженный конфликт в 1815 году между Неаполитанским королевством, созданным Наполеоном, и Австрийской империей. Война началась 15 марта 1815 года, когда Иоахим Мюрат объявил войну Австрии, и закончилась 20 мая 1815 года, с подписанием конвенции Казаланца. Война велась в период Ста дней Наполеона, она была вызвана про-наполеоновским выступлением в Неаполе и завершилась решающей победой австрийцев при Толентино. Бывший король Неаполя Фердинанд IV был восстановлен на престоле.

## Предыстория
До эпохи революционных войн правителем Неаполя был Фердинанд IV, король из рода Бурбонов. Фердинанд был участником Третьей коалиции, но после битвы при Аустерлице и заключения Пресбургского мира в начале 1806 года Фердинанд был вынужден уступить Неаполь французам; он бежал на Сицилию, где укрепился при поддержке англичан.
Первоначально Наполеон назначил неаполитанским королём своего брата Жозефа, но в 1808 году Жозеф получил корону Испании, и королём Неаполя стал маршал Франции и зять (муж сестры) императора Иоахим Мюрат. Мюрат старался привить те порядки, которые были приняты во Франции, и правил согласно пожеланиям Наполеона.
После поражения в битве при Лейпциге Мюрат покинул Великую армию, чтобы попытаться спасти свой трон. По мере того, как войска Шестой коалиции приближались к Франции, Мюрат все больше отдалялся от Наполеона. В январе 1814 года он подписал союзный договор с Австрией и присоединился к антинаполеоновской коалиции.
В ходе Венского конгресса стало ясно, что Великобритания настаивает на восстановлении прав Фердинанда IV, тогда Мюрат стал опасаться за свой трон и, узнав о планах Наполеона вернуться с острова Эльба во Францию, решил возобновить союзнические отношения с императором. По получении сведений о возвращении Наполеона во Францию 1 марта 1815 года, 15 марта Мюрат объявил войну Австрии.

## Ход войны

### Неаполитанское наступление
Мюрат объявил войну Австрии 15 марта, за 5 дней до возвращения Наполеона в Париж и начала его Ста дней. Австрийцы были уже готовы к войне, так как сам Мюрат возбудил их подозрения за несколько недель до этого, запросив разрешение на проход неаполитанских войск по австрийской территории для нападения на юг Франции. В течение этих недель Австрия усиливала свои войска в Ломбардии, под командой Беллегарда.
К моменту начала войны Мюрат (по его сообщениям) имел 82 000 солдат, в том числе 7 000 кавалеристов и 90 пушек. Считается [кем?], что Мюрат завысил эти цифры, чтобы побудить итальянцев вступать в свою армию; реально у него было около 50 000 солдат.
Оставив в тылу резервную армию на случай вторжения из Сицилии, Мюрат направил две дивизии своей гвардии в Папскую область, принудив папу бежать в Геную. Сам он с остальной частью армии направился к Болонье. 30 марта он прибыл в Римини, где издал знаменитую Прокламацию Римини с призывом к итальянским националистам соединиться под его знаменами, эта прокламация стала одним из шагов на пути к объединению Италии.
Мюрат надеялся на подъем национальных чувств итальянцев, оскорбленных возвращением австрийских наместников. Изгнание Наполеона позволило Габсбургам после 19-летнего отсутствия вернуться на троны северо-итальянских герцогств — Миланского, Тосканского и Моденского. Мюрат рассчитывал, что перспектива появления австрийцев на юге страны, в Неаполе, заставит население Италии выступить на его стороне.
Однако никакого общеитальянского выступления не случилось — отчасти потому, что многие итальянцы видели в Мюрате лишь честолюбца, цепляющегося за свою корону, отчасти же поскольку австрийцы смогли накопить в Северной Италии столь значительные силы, что всякое сопротивление казалось бесполезным. Барон Фримон возглавил 120 000 австрийских солдат, собранных для вторжения в Южную Францию после возвращения Наполеона, но теперь развернутых навстречу наступающей неаполитанской армии. Фримон перенес свою штаб-квартиру в Пьяченцу, чтобы блокировать всякие угрозы для Милана.
В тот же день, когда Мюрат выпустил «прокламацию Римини», австрийский авангард под командой Бианки был отбит в столкновении под Чезеной. Бианки отступил в направлении Модены и занял оборонительные позиции за рекой Панаро, позволив Мюрату вступить в Болонью 3 апреля.
В следующем столкновении при Панаро австрийцы вновь были отброшены. Австрийский авангард был вынужден отступить к Боргофорте, позволив неаполитанцам наступать на Модену. Этим не преминул воспользоваться генерал Карраскоза, чья дивизия заняла Модену, а также Карпи и Реджо-нель-Эмилию, в то время как Мюрат двигался к Ферраре. Здесь он натолкнулся на упорное сопротивление гарнизона, приковавшего к себе значительную часть неаполитанских войск. 8 апреля Мюрат попытался пересечь реку По и вторгнуться в контролируемую австрийцами часть Италии. До этого момента Мюрат не получал почти никакой поддержки от местного населения, но надеялся найти её в областях, оккупированных австрийцами. При Наполеоне этот регион был республикой, а затем королевством, зависимым от Франции; у Мюрата были донесения, что до 40 000 мужчин, большей частью ветераны наполеоновских войн, были готовы присоединиться к нему, буде он достигнет Милана. Он решил переправляться через По в городке Оккьобелло. Здесь он столкнулся с основными силами австрийской армии под командованием Фримона.
В это время две гвардейские дивизии, посланные Мюратом против Папской области, не встретив сопротивления вошли в Тоскану и 8 апреля оккупировали Флоренцию, столицу Тосканского герцогства. Герцог бежал в Пизу, в то время как австрийский гарнизон под командой Нугента был вынужден отступить из Флоренции к Пистойе, с неаполитанской армией, наступающей ему на пятки. Однако Нугент сумел укрепиться, получив подкрепления с севера, и сдержать напор неаполитанцев. Наступление Мюрата достигло своего пика.

### Австрийское контрнаступление

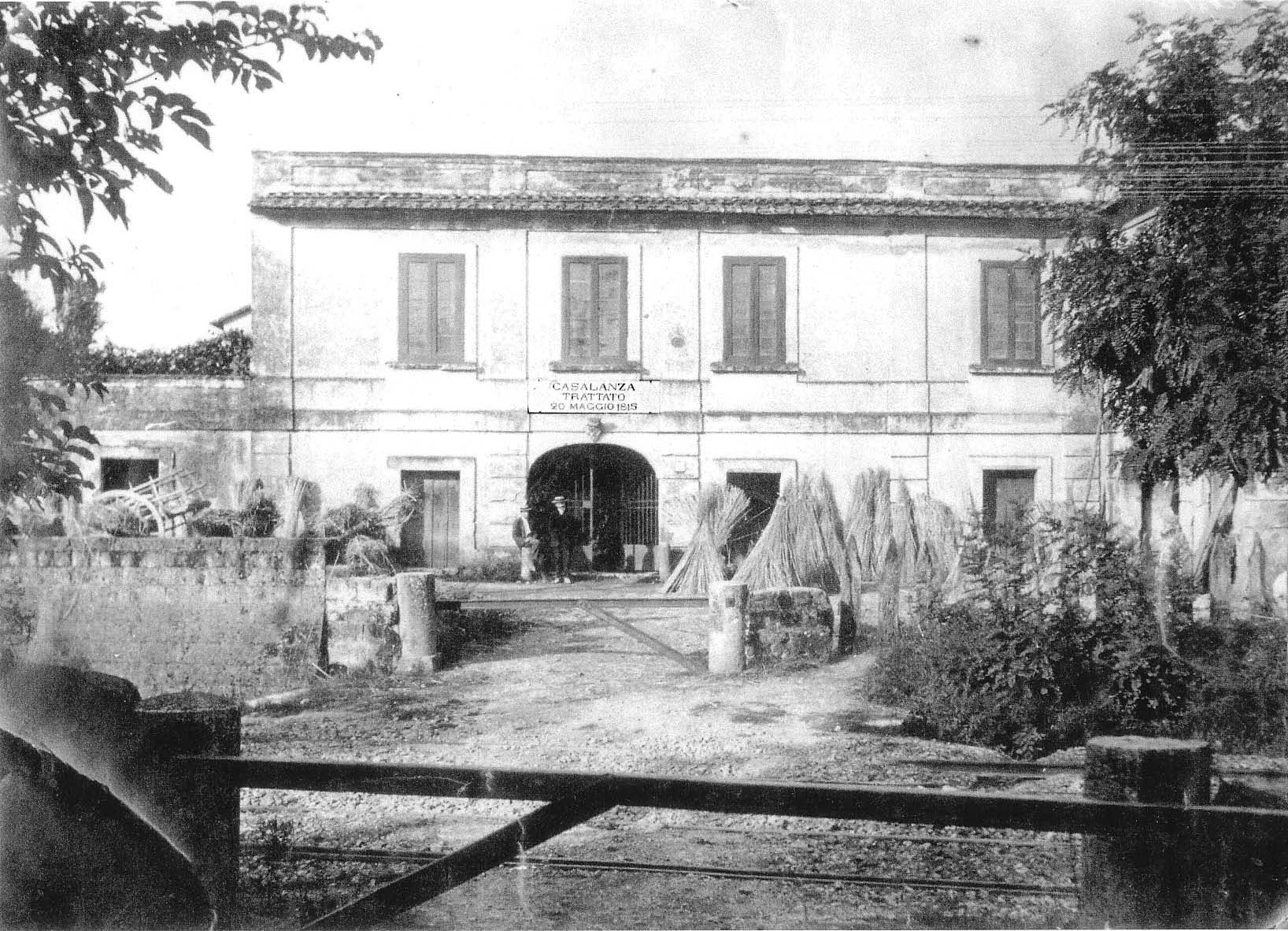
Дом барона Ланца (Casalanza), в котором была подписана Конвенция Казаланца

Сражение при Оккьобелло стало поворотным пунктом в войне. Попытка Мюрата переправиться через реку По оказалась безуспешной, и после двух дней тяжёлых боев неаполитанцы отступили, потеряв более 2000 человек. В эти же дни Великобритания объявила войну Мюрату и послала свой флот к берегам Италии.
Тем временем Фримон отдал приказ о контрнаступлении для разблокирования гарнизона в Ферраре. Для этого корпус Бианки направился к Карпи, защищаемому бригадой Гульельмо Пепе. Другая австрийская колонна получила приказ перерезать Пепе пути отступления. Однако Караскоза, командовавший неаполитанскими войсками вокруг Модены, распознал ловушку и отдал команду отступать на линию обороны позади Панаро, где к нему присоединились остатки его дивизии, подошедшие от Реджо-нель-Эмилии и Модены.
Однако даже после отступления Караскозы Мюрат продолжал осаду Феррары. Тогда Фримон приказал корпусу под командой Нейпперга атаковать окопавшийся правый фланг Мюрата. 12 апреля после ожесточённого сражения при Касалье, неаполитанские войска были оттеснены с их укреплённых позиций. Мюрату пришлось снять осаду с Феррары и отступить по дороге на Болонью. 14 апреля Фримон попытался форсировать Панаро, но был отброшен. Тем не менее, через 2 дня Мюрат и его армия отступили из Болоньи, которую быстро заняли австрийцы.
Между тем в Тоскане две гвардейские дивизии Мюрата по неясным причинам отступили, не будучи атакованы Нугентом. 15 апреля австрийцы вновь заняли Флоренцию. Когда новость об этом дошла до Мюрата, он отдал приказ об общем отступлении его сил назад к их первоначальной позиции в Анконе.
Видя, что дорога на Флоренцию открыта и что перед ним лежат Аппенины, Фримон приказал двум южным корпусам преследовать Мюрата. Корпус Бианки должен был маршировать к Фолиньо через Флоренцию, чтобы угрожать тылам неаполитанцев и отрезать им прямой путь к отступлению, в то время как корпус Нейпперга должен был преследовать Мюрата на его пути к Анконе.
Поскольку стало ясно, что чаша весов склоняется в сторону Австрии, Фримон был отозван назад в Ломбардию, чтобы наблюдать за подготовкой большой армии для вторжения во Францию. Часть австрийских сил была также отозвана, в Италии остались только три корпуса (в общей сложности 35 000 солдат).
Мюрат, который слишком полагался на свои гвардейские дивизии и думал, что они смогут сдержать наступление Бианки и Нугента, отступал не спеша, и даже контратаковал у рек Ронко и Савио.
Однако наступающие австрийцы дважды захватили неаполитанцев врасплох у Чезенатико и Пезаро. Мюрат заспешил с отступлением и в конце апреля его главные силы прибыли в Анкону, где с ними соединились две гвардейские дивизии.

### Битва при Толентино
Между тем корпус Бианки быстро продвигался вперёд. 20 апреля он был во Флоренции, 26 апреля достиг своего пункта назначения в Фолиньо и теперь угрожал путям отступления Мюрата. Корпус Нейпперга всё ещё преследовал Мюрата и 29 апреля его авангард прибыл в Фано, до Мюрата ему оставалось два перехода.
Два австрийских корпуса оставались разобщены и Мюрат рассчитывал быстро нанести поражение Бианки, а затем обратиться к Нейппергу. Подобно тактике Наполеона при Ватерлоо, Мюрат послал дивизию Караскозы на север, чтобы остановить Нейпперга, а свои основные силы направил на запад навстречу Бианки.
Первоначально Мюрат планировал встретить Бианки вблизи городка Толентино, но 29 апреля авангард Бианки вытеснил отсюда небольшой неаполитанский гарнизон. Бианки, прибыв первым, занял укреплённую позицию вокруг холмов к востоку от Толентино.
С Нейппергом, приближающимся с тыла, Мюрат был вынужден принять бой у Толентино 2 мая 1815 года. После двух дней безрезультатных боёв Мюрат узнал, что Нейпперг обошёл манёвром и победил Караскозу в битве при Скапеццано и приближается к нему. Предчувствуя неизбежное поражение, Мюрат приказал отступать.
Предшествующие два дня боёв отрицательно сказались на боевом духе неаполитанских войск, несколько старших офицеров погибли. Истрёпанная неаполитанская армия отступила в беспорядке. 5 мая соединённый англо-австрийский флот начал блокаду Анконы, в итоге взяв в плен весь осаждённый гарнизон.
12 мая Бианки, получивший под своё командование также корпус Нейпперга, занял город Л’Акуила с его замком. Основные австрийские силы теперь маршировали на Пополи.
Все эти дни Нугент наступал со стороны Флоренции. Прибыв в Рим 30 апреля и обеспечив возвращение в город папы, Нугент продолжил наступление к Чепрано. В середине мая Нугент перехватил Мюрата у Сан Германо.
Здесь Мюрат попытался остановить продвижение Нугента, но имея в тылу Бианки с главными австрийскими силами, Мюрат был вынужден отозвать контратаку 16 мая. Вскоре после этого австрийские армии соединились вблизи Калви и начали марш на Неаполь.
Мюрат, переодевшись матросом, на датском судне бежал на Корсику и позднее в Канны, поскольку британский флот блокировал и уничтожил все неаполитанские военные суда в гавани Неаполя.
20 мая неаполитанские генералы Пепе и Караскоза попросили о мире и заключили с австрийцами конвенцию Казаланца, завершив войну. 23 мая главная австрийская армия вступила в Неаполь и восстановила короля Фердинанда на неаполитанском троне.
В это время Мюрат попытался предъявить права на своё королевство. Вернувшись из изгнания, 8 октября он с 28 спутниками высадился в Пиццо, в Калабрии. В отличие от триумфального возвращения Наполеона несколькими месяцами ранее, Мюрата встретил враждебный приём, вскоре он был схвачен солдатами Бурбонов.
Пятью днями позже после его высадки в Пиццо, Мюрат был казнён в городском замке, заклиная команду, назначенную для его расстрела, не целиться ему в лицо. С гибелью Мюрата завершилась последняя глава наполеоновских войн.

## Последствия войны
Вскоре после окончания войны Неаполитанское и Сицилийское королевства были объединены в Королевство Обеих Сицилий. Хотя и раньше у обоих королевств был один правитель (с 1735 года), формального объединения не было вплоть до 1816 года. Король Фердинанд IV стал королём обеих Сицилий. В то же время австрийцы объединили свои территориальные приобретения в Северной Италии в Ломбардо-Венецианское королевство.
Хотя Мюрат не смог спасти свою корону или встать во главе движения итальянских националистов благодаря Прокламации Римини, тем не менее, он зажёг искру итальянского объединения. Прокламация Римини часто рассматривается как начало Рисорджименто. Австрийская интервенция только подчеркнула тот факт, что Габсбурги являлись единственным влиятельным противником такого объединения, что в конечном счёте привело к трём войнам за независимость от Австрии.